# Patinatge artístic als Jocs Olímpics d'hivern de 1936 - Individual masculí
En els Jocs Olímpics d'Hivern de 1936 celebrats a la ciutat de Garmisch-Partenkirchen (Alemanya) es realitzà una competició de patinatge artístic sobre gel en categoria masculina, que unida a la competició femenina i per parelles conformà la totalitat del programa oficial del patinatge artístic als Jocs Olímpics d'hivern de 1936.
La competició se celebrà a l'Estadi Olímpic de Garmisch-Partenkirchen entre els dies 9 i 14 de febrer de 1936.

## Comitès participants
Hi participaren un total de 25 patinadors de 12 comitès nacionals diferents.
| - Alemanya (2) - Àustria (4) - Canadà (1) - Estats Units (3) - Finlàndia (1) - Hongria (2) |  | - Japó (4) - Letònia (1) - Regne Unit (4) - Suècia (1) - Suïssa (1) - Txecoslovàquia (1) |

## Resum de medalles
| Or           | Argent      | Bronze       |
| Karl Schäfer | Ernst Baier | Felix Kaspar |

## Resultats
L'austríac Karl Schäfer aconseguí repetir el títol de 1932. L'alemany Ernst Baier aconseguí la medalla de plata, aconseguint en aquests Jocs també la medalla d'or en la prova de parelles.
| Posició | Patinador          | Punts | Marcador |
| ------- | ------------------ | ----- | -------- |
| 1       | Karl Schäfer       | 7     | 422.7    |
| 2       | Ernst Baier        | 24    | 400.8    |
| 3       | Felix Kaspar       | 24    | 400.1    |
| 4       | Montgomery Wilson  | 30    | 394.5    |
| 5       | Graham Sharpe      | 34    | 394.1    |
| 6       | Jack Dunn          | 42    | 387.7    |
| 7       | Marcus Nikkanen    | 54    | 380.7    |
| 8       | Elemér Terták      | 56    | 379.0    |
| 9       | Dénes Pataky       | 60    | 374.8    |
| 10      | Freddie Tomlins    | 77    | 364.2    |
| 11      | Leopold Linhart    | 80    | 364.2    |
| 12      | Robin Lee          | 80    | 363.0    |
| 13      | Erle Reiter        | 95    | 352.9    |
| 14      | Hellmut May        | 96    | 354.8    |
| 15      | Toshiichi Katayama | 108   | 347.4    |
| 16      | Geoffrey Yates     | 110   | 348.7    |
| 17      | Lucian Büeler      | 119   | 343.6    |
| 18      | Günther Lorenz     | 119   | 343.5    |
| 19      | Roman Turuşanco    | 128   | 337.8    |
| 20      | Kazuyoshi Oimatsu  | 139   | 325.4    |
| 21      | Zenjiro Watanabe   | 147   | 325.4    |
| 22      | George Hill        | 148   | 325.1    |
| 23      | Tsugio Hasegawa    | 162   | 314.6    |
| 24      | Jaroslav Sadílek   | 161   | 305.0    |
| 25      | Verners Auls       | 175   | 222.6    |